# Jaroslava Vondráčková

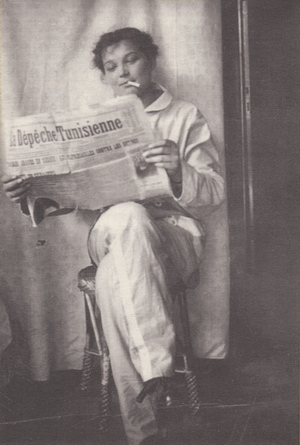
Jaroslava Vondráčková

Jaroslava Vondráčková (Praag, 5 januari 1894 - aldaar, 10 maart 1986) was een Tsjechisch stilist, schrijver en journalist.

## Secundaire literatuur
- Mel Byars, The Design Encyclopedia, L. King Pub., 2004
- Jana Černá, Milena Jesenská, Kafka's Milena, Northwestern University Press, 1993,
- Derek Sayer, Prague, Capital of the Twentieth Century: A Surrealist History, Princeton University Press, 2013
- Textes et prétextes, 4 juin 2011 : https://web.archive.org/web/20140903135207/http://textespretextes.blogs.lalibre.be/tag/journaliste
- Wilma Iggers, Women of Prague: Ethnic Diversity and Social Change from the Eighteenth Century to the Present, Berghahn Books,
- Patrizia Runfola, Prague au temps de Kafka, H. Veyrier, 1990
- Marketa Goetz-Stankiewicz, Good-bye, Samizdat: Twenty Years of Czechoslovak Underground Writing, Northwestern University Press, 1992

- Bibsys: 90921540
- Bibliothèque nationale de France: cb12300263d (data)
- Gemeinsame Normdatei: 173482104
- International Standard Name Identifier: 0000 0000 5510 5708
- Library of Congress Control Number: n92021717
- Nationale Bibliotheek van Tsjechië: jo20000074590
- Nationale Bibliotheek van Israël: 987010635529605171
- Nationale Bibliotheek van Polen: a0000002501528
- Nederlandse Thesaurus van Auteursnamen: 087307634
- Istituto Centrale per il Catalogo Unico: PUVV440908
- Virtual International Authority File: 75933
- WorldCat: E39PBJyCJ8mt68xd4cyyFvHcT3